# Werner Voss
Werner Voss (13 de abril de 1897 – 23 de setembro de 1917) foi um ás alemão da Primeira Guerra Mundial com uma marca de 48 vitórias em combates aéreos.
Um jovem patriota desde uma tenra idade, começou a sua carreira militar em Novembro de 1914 com apenas 17 anos de idade. Depois de entrar em contacto com a aviação, provou ser um piloto nato. Depois da formação aérea e de ter passado seis meses numa unidade de bombardeiros, é promovido a tenente e juntou-se à recém-formada unidade de combate Jagdstaffel 2 em 21 de Novembro de 1916. Foi nesta unidade que, algum tempo depois, conheceu Manfred von Richthofen.
A 6 de Abril de 1917, Voss após atingir a marca das 24 vitórias, foi agraciado com a mais alta condecoração alemã, a Pour le Mérite. De acordo com as regras da época, após receber esta medalha o militar teria que ficar um mês fora do campo de batalha. Durante esta ausência, Richthofen abateu 13 aeronaves. Mesmo assim, Richthofen referia-se a Voss como sendo o único "rival" capaz de o superar.
Regressando à acção, Voss é tomado de surpresa quando é-lhe incumbida a tarefa de avaliar novas aeronaves de combate, onde ficou entusiasmado com o triplano Fokker Dr.I. Depois de ser transferido múltiplas vezes de comandos em comandos, foi atribuído a Voss o comando da Jagdstaffel 10 em 30 de Julho de 1917, a pedido de Richthofen. Por esta altura, havia conseguido 34 vitórias.
Na sua última prestação de serviço, a 23 de Setembro de 1917, horas após a sua 48ª vitória, encontrou-se sozinho numa área com sete ases britânicos, onde foi descrito pelo britânico e seu inimigo James McCudden como "[...] o mais bravo aviador alemão [...] cheio de coragem combateu sozinho sete aeronaves inimigas durante uns impressionantes 10 minutos, com manobras brilhantes e enorme experiência."